# باول كاري (لاعب كرة قاعدة)
باول كاري (بالإنجليزية: Paul Carey)‏ هو لاعب كرة قاعدة أمريكي، ولد في 8 يناير 1968 في بوسطن في الولايات المتحدة.

## وصلات خارجية
- بول كاري على موقعبيزبول رفرنس.كوم (الدوري الرئيسي) (الإنجليزية)